# K-30 (ミサイル)
K-30（ロシア語：К-30）は、R-73の後継としてヴィーンペル科学製造連合が開発していた短距離空対空ミサイルで、K-MD（ロシア語：К-МД）とも呼ばれる。開発名称はIzdeliye 300（ロシア語：изделие 300、製品30の意）。K-30という名称は暫定的なものであり開発が完了後に変更される予定となっていた。

## 開発
K-30は、1990年代にMFI計画により開発される航空機に搭載するため開発が開始され、1997年より生産が開始される予定であったが、ソビエト連邦の崩壊に伴いMFI計画は中止されK-30の量産計画も中止となった。しかし、Su-57に搭載するため計画が再開され、2008年にプロトタイプの試験が実施されたとされている。しかし、2012年にヴィーンペルはR-74M2の開発作業に注力すると発表し、本ミサイルの開発プロジェクトは事実上停止されたとされている。
なお、ウクライナのルーチ設計局は2002年9月14日にソ連時代のK-30を基に設計したグラン（開発名称611）を発表した。このミサイルはソ連時代のK-30をベースとしているためいくつかの共通の特徴を有するとされている。こちらも同様に開発が中断されている。

## 設計
K-30は、完全新規開発のミサイルでR-73の後に登場したASRAAM、IRIS-T、パイソン4、AIM-9Xを超える性能を目指していた。シーカーには赤外線画像誘導を採用する。これはR-74M2のシーカーの2倍以上のロックオン距離を持ち、フレアなどのへの耐性も向上しているとされた。このシーカーの開発企業としてはR-74M2まで担当してきたアーセナル（ウクライナの企業）に代わりロシアの企業であるジオフィジカコスモスとGNPPインパルスが候補として挙がっていたほか、アゾフ光学機械工場(AOMZ)が高度なシーカー技術に取り組むことを計画していると発表していた。
ミサイルの胴体は空気力学的改善が図られ、抗力が最小限まで抑えられる(同様に抗力の低減を図ったASRAAMに形状が類似)。エンジンとしては高い比推力と約100秒の総燃焼時間を持つ2段階固体燃料ロケットが搭載され、排気口にはヴィーンペルが「3チャンネルのガスダイナミック制御ユニット（ガス制御翼）」という名称で開発した推力偏向ノズルが搭載される予定であった。なお、この推力偏向ノズルは炭素繊維で作られることが提案されていた模様である。弾頭には、適応型弾頭が採用され、対象物に対し最も効果があるように致死効果を提供する。K-30は敵機への攻撃のほか敵のミサイルの対する防御にも使用される予定であった。